# Honeysuckle Rose
Honeysuckle Rose est une composition célèbre de Fats Waller en 1928, dont les paroles ont été écrites par Andy Razaf. C'est devenu un standard de jazz.
La chanson a été écrite pour la revue Load of Coal, à Harlem au Connie's Inn. Parmi les autres chansons de la revue, on trouve My Fate Is in Your Hands et Zonky. La première version diffusée est celle chantée par Mildred Bailey pour l'émission de radio Old Gold Show de Paul Whiteman. Fats Waller l'enregistre en 1934.
Charlie Parker s'est servi des accords de la section « A » pour son Scrapple from the Apple (en).
Le morceau fut introduit au Gospel Music Hall of Fame (en) en 1999. La même année, la version enregistrée par Fats Waller reçoit le Grammy Hall of Fame Award.

## Paroles
Every honey bee

Fills with jealousy

When they see you out with me

I don't blame them

Goodness knows

Honeysuckle rose

When we're passin' by

Flowers droop and sigh

And I know the reason why

You're much sweeter

Goodness knows

Honeysuckle rose

Don't buy sugar

You just have to touch my cup

You're my sugar

It's sweet when you stir it up

When I'm taking sips

From your tasty lips

The honey fairly drips

You're confection, goodness knows

Honeysuckle rose

## Versions enregistrées
Honeysuckle Rose est en général considéré comme un des plus grands standards de jazz, étant donné le nombre et la qualité des musiciens qui en ont enregistré une version. Parmi eux on citera :
- Louis Armstrong
- Chet Atkins, A Session With Chet Atkins, 1951[D 1]
- Count Basie
- Tony Bennett,  Here's To The Ladies, 1995[D 2]
- Bunny Berigan
- Acker Bilk
- Teresa Brewer
- Bob Brookmeyer
- Les Brown
- Benny Carter
- Eva Cassidy
- George Chisholm (en)
- Nat King Cole
- John Coltrane[réf. nécessaire]
- Marlene Dietrich
- The Dorsey Brothers (en)
- Tommy Dorsey & his Orchestra
- Jonathan & Darlene Edwards (en)
- Roy Eldridge
- Duke Ellington
- Alice Faye
- Ella Fitzgerald, Ella & Basie! (en) (1963)
- Erroll Garner, 11 janvier 1951[D 3]
- Stan Getz
- Dizzy Gillespie
- Benny Goodman
- Stéphane Grappelli avec Martial Solal, Olympia 1988[D 4]
- Lionel Hampton
- Coleman Hawkins
- Lee Hazlewood
- Fred Adison
- Ted Heath
- Fletcher Henderson
- Al Hibbler (en)
- Earl Hines
- The Hookers, feat. Géraldine Laurent
- Lena Horne
- Harry James & his New Jazz Band
- Louis Jordan
- Harpo Marx
- Erin McKeown (en)
- Glenn Miller
- Jason Moran, All Rise: A Joyful Elegy For Fats Waller, 2014[D 5]
- Jane Monheit
- Thelonious Monk, The Unique Thelonious Monk, 1956
- Rose Murphy
- Red Norvo et Mildred Bailey, Red Norvo Featuring Mildred Bailey, 1988[D 6]
- Anita O'Day
- Kid Ory
- Charlie Parker
- Oscar Peterson
- André Previn
- Sun Ra, St. Louis Blues - Solo Piano, 1978[D 7]
- Martha Raye
- Django Reinhardt
- Rosenberg Trio
- Buddy Rich
- Nelson Riddle
- George Shearing
- Dinah Shore
- Zoot Sims
- Kay Starr
- Sylvia Syms
- Ralph Sutton (en)
- Art Tatum
- Kiri Te Kanawa
- Jack Teagarden
- Sarah Vaughan
- Dinah Washington
- Teddy Wilson

## Au cinéma
Sauf indication contraire, les informations mentionnées dans cette section peuvent être confirmées par le générique de fin de l'œuvre audiovisuelle présentée ici, ainsi que par la base de données cinématographiques IMDb,  présente dans la section « Liens externes ».Honeysuckle Rose apparaît dans plusieurs films, dont :
- Tin Pan Alley (1940, chanté et dansé par Betty Grable)
- Thousands Cheer (1943, Lena Horne avec Benny Carter and His Band)
- Les Yeux de ma mie (1953, Janet Leigh doublée par Paula Kelly)
- New York, New York (1977, Diahnne Abbott)
- Honeysuckle Rose (1980, Willie Nelson)
- La Chanteuse et le Milliardaire (1991)
- Ma femme est une actrice d'Yvan Attal (2001) - version de Dick Hyman
- Anything Else de Woody Allen (2003) - version de Teddy Wilson
- La Couleur du mensonge (2003, Jess Stacy)